# Helen Eduards
Helen Maria Eduards, född 4 februari 1969 i Stockholm, är en svensk diplomat.
Eduards började arbeta på Utrikesdepartementet 1993 och har bland annat tjänstgjort på svenska FN-representationen i New York. År 2004 utsågs hon till chef för utrikes- och EU-enheten på Statsrådsberedningen. Hon var ambassadör i Wien 2015–2018 och därefter enhetschef för enheten för styrning av utvecklingssamarbetet och biträdande chef för Afrikaenheten. Hon är sedan 2021 utrikesråd för internationellt utvecklingssamarbete.
Hon är dotter till Maud Eduards.

## Utmärkelser
- Storofficer av Italienska republikens förtjänstorden, 14 januari 2019.[3]